# Valériane des montagnes
Valeriana montana
Espèce
Classification phylogénétique
La Valériane des montagnes (Valeriana montana) est une plante herbacée vivace de la famille des Caprifoliacées (anciennement des Valérianacées).

## Description
Plante haute de 40 à 60 cm aux tiges dressées, ramifiées à la base. Feuilles larges, légèrement dentées, en forme de fer de lance. Fleurs roses rassemblées au sommet des tiges, 5 pétales soudés seulement à la base, écartés à l'extrémité.

## Habitat
Rocailles, éboulis humides, forêts claires, sur sol calcaire. Vit dans les montagnes du sud de l'Europe, jusqu'à 2 600 m dans le Mercantour.